# Baksa, Baranya
Baksa este un sat în districtul Sellye, județul Baranya, Ungaria, având o populație de 793 de locuitori (2011). 

## Demografie
Componența etnică a satului Baksa
     Maghiari (88,87%)
     Romi (7,12%)
     Germani (4,01%)
Componența confesională a satului Baksa
     Romano-catolici (47,04%)
     Fără religie (13,75%)
     Reformați (2,14%)
     Atei (1,39%)
     Necunoscută (35,69%)
     Alte religii (1,39%)
Conform recensământului din 2011, satul Baksa avea 793 de locuitori. Din punct de vedere etnic, majoritatea locuitorilor (88,87%) erau maghiari, existând și minorități de romi (7,12%) și germani (4,01%). Nu există o religie majoritară, locuitorii fiind romano-catolici (47,04%), persoane fără religie (13,75%), reformați (2,14%) și atei (1,39%). Pentru 35,69% din locuitori nu este cunoscută apartenența confesională.